# Archonias brassolis
Archonias brassolis es una especie de mariposa de la familia de las piérides, que fue descrita originalmente con el nombre de Papilio brassolis, por Fabricius, en 1776, a partir de ejemplares procedentes de Surinam. Es la única especie del género Archonias. Las larvas son gregarias.

## Distribución
Archonias brassolis está distribuida entre las regiones Neotropical, Neártica y ha sido reportada en 15 países.

## Plantas hospederas
Las larvas de A. brassolis se alimentan de plantas de las familias Brassicaceae y Loranthaceae. Entre las plantas hospederas reportadas se encuentran Drypetes gerrardii, Drypetes ugandensis y especies no identificadas del género Phyllanthus.

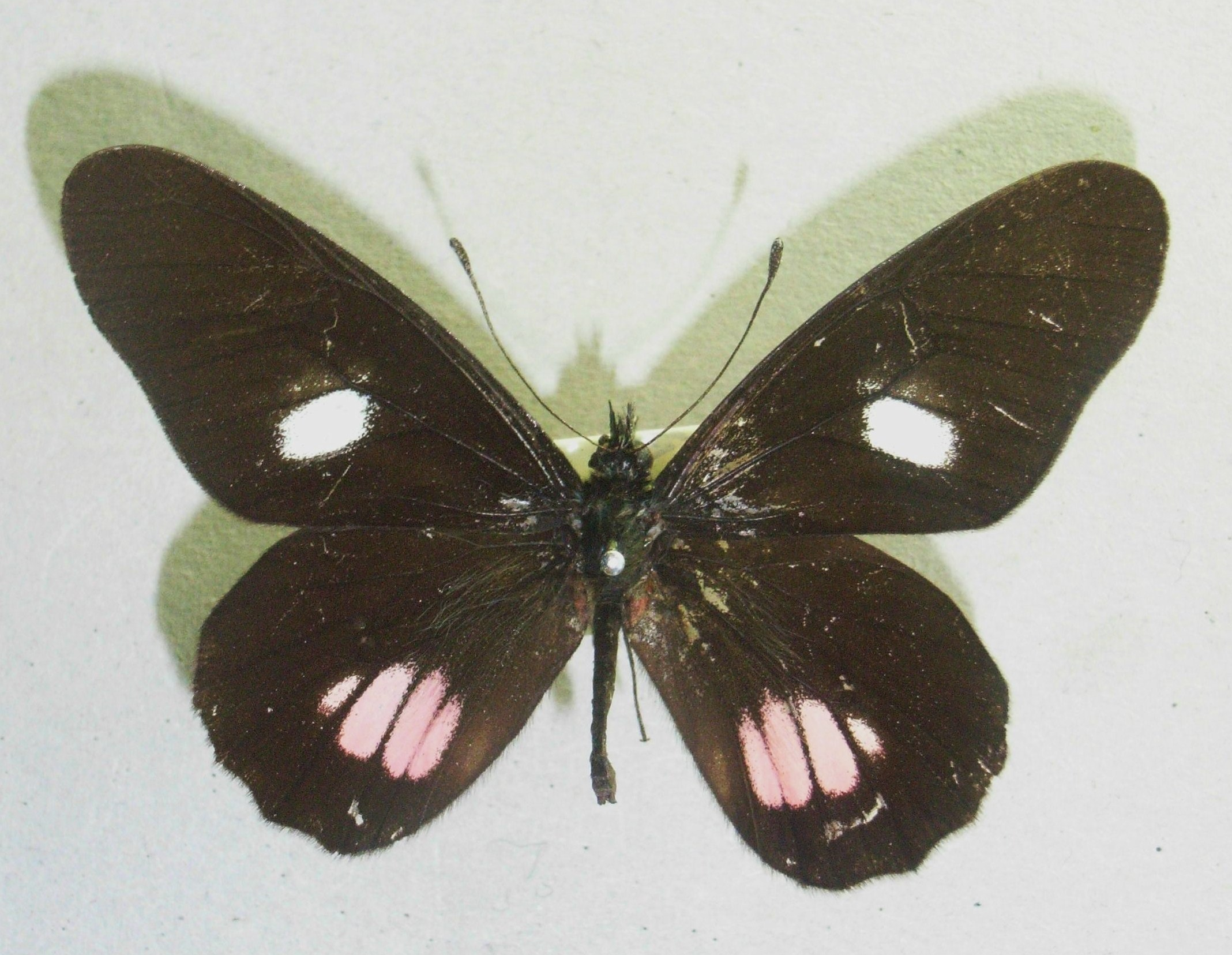
Archonias brassolis tereas